# 팔미라
팔미라(아랍어: مملكة تدمر, Palmyra)는 기원후 1~2세기에 건설된 것으로 알려진 고대 도시이다. 현재의 시리아 타드무르에 위치한 유적지이다.

## 역사
팔미라는 고대 그리스군의 전초 기지로서 중요한 장소였다가 217년 로마에 합병되면서 막강한 경제적인 성장을 이루었다. 267년부터 팔미라를 지배한 제노비아 여왕은 암살당한 남편을 대신해 팔미라의 새로운 주군으로서 로마 제국과 페르시아 제국 군대에 맞서 싸웠다. 여왕은 271년 로마 황제 아우렐리아누스가 팔미라를 정복했을 때 감옥에 갇혔고, 2년 후 팔미라는 로마군에 의해 불타버렸다. 그 후 1089년의 지진으로 남은 석주들마저 쓰러져 폐허가 되었다. 그 가운데 셈족이 모신 태양신의 신전 벨(Bel)만이 화를 면하였다. 그 이후로도 이곳은 지진으로 인하여 도시로서의 기능을 상실했는데, 2011년에 시리아 내전이 발발하기 이전까지 시리아 최고의 관광지가 되어 많은 관광객을 끌어들이고 있었다.

## 벨 신전
팔미라의 정문 길 건너편에는 버팀목을 세워둔, 무너져 가는 벽이 안타까운 벨의 신전이 있다. 현재 팔미라 유적지 중 기원후 32년에 셈족의 신전으로 지어진 건물이다. 사원은 사각의 성벽과 내부 성소로 구분되는데 200m 길이의 성벽이 사면으로 매우 높게 둘러싸여 있는 요새화되어 있는 곳이다. 넓은 마당 안쪽에 가장 신성한 장소인 신전이 있는데 이곳에서 신에게 제사를 지냈다고 한다. 신전 앞쪽에 거대한 문이 있고 주위로 코린트 양식의 기둥이 세워져 있는데 현재 건물의 뒤쪽에만 남아 있다.신전 내부에는 양쪽으로 움푹 들어간 예배당이 있다. 천장에는 별자리가 묘사되어 있고 오른편엔 팔미라의 세 신이 묘사되어 있다. 전형적인 아랍, 시리아 건축 양식이라고 한다. 건물 앞에는 제사를 위한 재단과 식을 진행하던 성직자가 몸을 깨끗이 하도록 물을 받아둔 웅덩이가 남아 있다. 팔미라의 왼쪽으로는 원형 극장, 오른쪽으로는 계속해서 폐허가 나타난다. 길이 끝나는 곳은 일종의 공동 묘지로 동굴속으로 들어가면 석관들이 여기저기 흩어져 있다. 정면으로는 17세기 아랍 제국의 성(城)인 Qala'at ibn Maan이 높은 언덕의 꼭대기에 우뚝 서 있다.

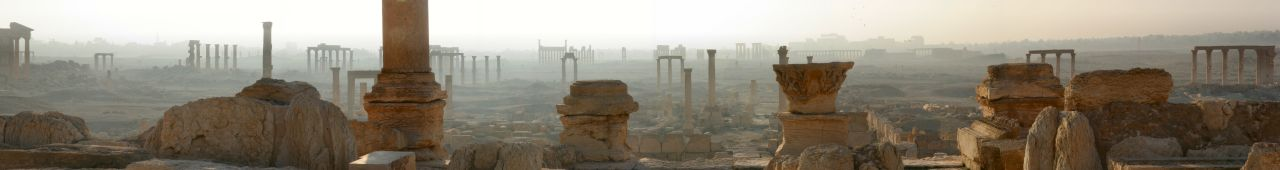
안개 낀 새벽 팔미라 전경

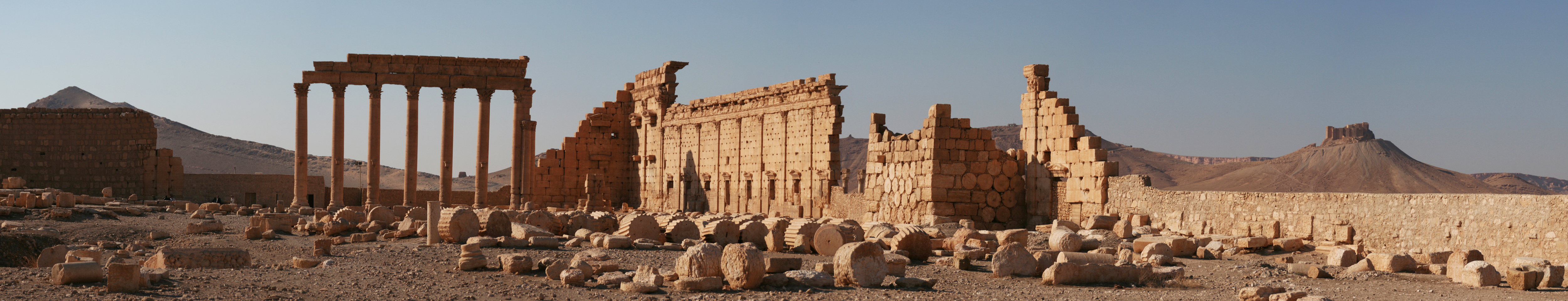
팔미라 전경

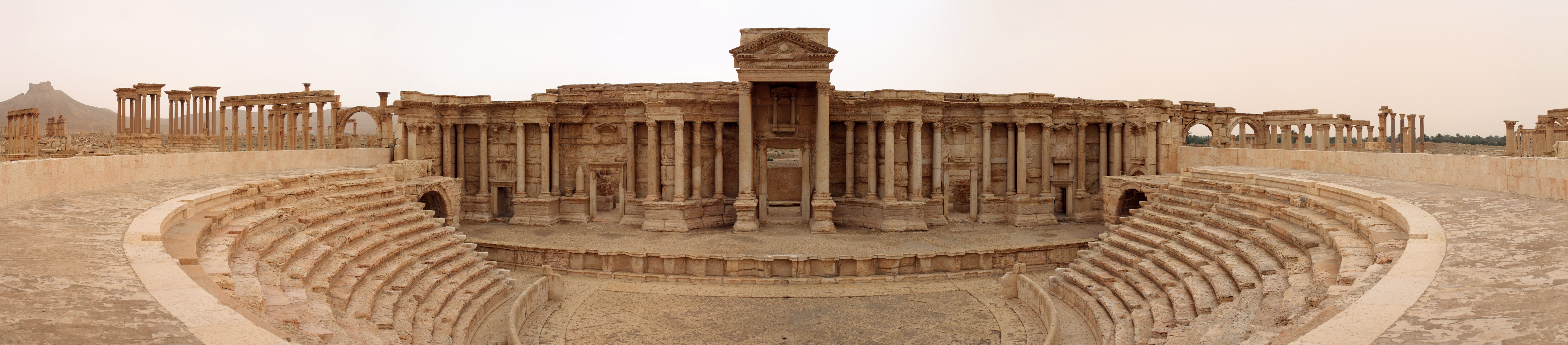
팔미라 원형 극장

## 시리아 내전
2011년 이후 시리아 내전으로 인해 유적 곳곳이 피해를 입었다. 또한 2015년 5월 이슬람 국가(IS)가 이곳을 점령하면서 IS에 의한 유적 파괴가 우려되었고 이들은 실제로 8월에 벨 신전 등을 파괴하였으나, 2016년 3월 시리아군이 탈환하였다. 다행히 몇몇 신전이 파괴된 것을 제외하면 상태는 대체로 양호한 것으로 알려졌다.

## 같이 보기
- 팔미라 제국

## 참고 자료
- 이 문서에는 다음커뮤니케이션(현 카카오)에서 GFDL 또는 CC-SA 라이선스로 배포한 글로벌 세계대백과사전의 내용을 기초로 작성된 글이 포함되어 있습니다.